# Wetlook

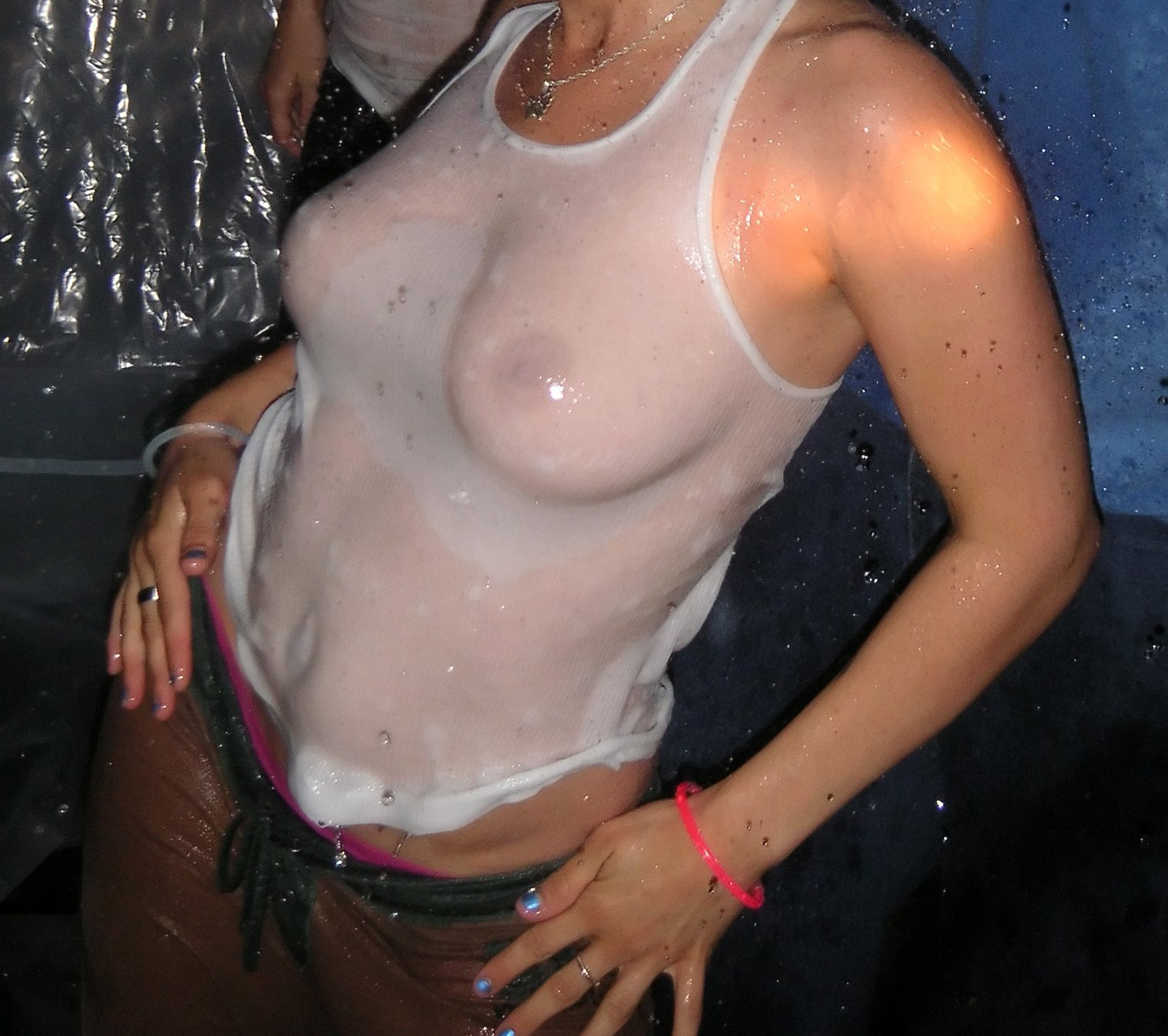
Maglietta bagnata

Per Wetlook s'intende il provare piacere nel vedere una persona o più persone che indossano indumenti bagnati, ma può anche riferirsi all'atto volontario di bagnarsi indossando vestiti (facendosi una doccia o immergendosi nella vasca da bagno). Il Wetlook, insieme al suo simile wet and messy, è un atto di feticismo sessuale parafilico, dove il piacere sessuale (o masturbatorio) è derivato dall'osservazione di persone che indossano vestiti, nell'atto di bagnarsi, che si protrae nel tempo e non si limita all'occasionalità. Il genere umano più coinvolto è quello maschile; tuttavia esiste una percentuale femminile che apprezza questa tecnica.

## Manifestazione e dipendenza
Il Wetlook (come ogni feticismo) può essere concettualizzato attribuendo vari gradi di intensità al suo manifestarsi:
- Livello 1: esiste una lieve preferenza nei confronti del Wetlook, che si esplica saltuariamente e si limita alla visione di video inerenti. A questo livello il Wetlook non si considera disturbo sessuale.[2]
- Livello 2: esiste una forte preferenza nei confronti del Wetlook, che si esplica abbastanza costantemente (sia con visione di video, sia con atti volontari su se stessi). A questo livello il Wetlook potrebbe essere considerato disturbo sessuale.
- Livello 3: è necessario per stimolare l'apparato genitale, per consentire l'eccitazione e la prestazione sessuale. A questo livello il Wetlook è considerato disturbo sessuale.
- Livello 4: il Wetlook sostituisce un partner fisico, limitandosi alla sfera masturbatoria (alto livello di feticismo). A questo livello il Wetlook è considerato disturbo sessuale e disturbo mentale.

## Tipologie di Wetlook
Il punto cardine del Wetlook sono i vestiti e gli outfit; infatti in base al livello del feticismo, l'eccitazione avviene per varie motivazioni: ai livelli bassi (1 e 2), gli indumenti sono secondari al feticismo in sé, mentre nei livelli superiori (3 e 4), essi diventano indispensabili per l'eccitazione e il piacere. 
Nei livelli 3 e 4 esistono vari tipi di outfit: quello casual comprende jeans (classici, skinny, colorati, salopette), camicie, felpe o maglie; tuttavia molti uomini prediligono divise scolastiche, shorts, gonne, abiti estivi o tailleur, mentre le donne apprezzano maggiormente i completi eleganti.
Oltre gli indumenti sono importanti i luoghi in cui esso si sviluppa: può essere a casa (doccia o vasca), in pubblico (fontane o pozze), all'interno di strutture pubbliche (piscine o docce pubbliche) o all'esterno (mare, lago, fiume). Derivanti dalla location, si differenziano i diversi feticisti: alcuni amano un Wetlook lento, dove gli indumenti si bagnano poco alla volta (tipico in doccia), altri amano un Wetlook veloce, dove l'atto si conclude in pochi attimi (un tuffo in piscina o in mare).
L'eccitazione dipende anche dal soggetto fisico che è intento nell'atto: generalmente si prediligono le caratteristiche preferite nella vita comune (estetica); tuttavia esistono alcuni che ricercano Wetlook asiatici (coreani, giapponesi ed indiani) o africani.

## Economia del Wetlook
Il Wetlook, rispetto ad altre parafilie, ha subito un incremento considerevole con l'avvento tecnologico, in quanto prima era difficile (o impossibile) poter trovare materiale (sia cartaceo, sia reale). Attualmente video e foto del Wetlook sono disponibili su YouTube, Pornhub o su siti appositi che vendono materiale attinente, proponendo una vasta scelta (sia maschile, sia femminile).